# Steven Nzonzi
Steven N'Kemboanza Mike Nzonzi (sinh ngày 15 tháng 12 năm 1988 tại Pháp) là một cầu thủ bóng đá người Pháp thi đấu ở vị trí tiền vệ phòng ngự cho câu lạc bộ Al-Rayyan ở Qatar và đội tuyển bóng đá quốc gia Pháp. Anh bắt đầu sự nghiệp với đội bóng Amiens của Ligue 2, anh đã gây đủ ấn tượng để kiếm về một bản hợp đồng từ Blackburn Rovers từ Giải bóng đá Ngoại Hạng Anh năm 2009 với giá 650.000 Bảng Anh. Anh chơi ở đây 3 năm cho tới khi câu lạc bộ xuống hạng và chuyển tới Stoke City với bản hợp đồng trị giá 3 triệu Bảng Anh vào mùa giải 2012-13. Tại đây, anh đã thi đấu vô cùng xuất sắc, đóng vai trò chủ chốt dưới sự chỉ đạo trong các triều đại của huấn luyện viên Tony Pulis và Mark Hughes, và sự đóng góp ấy được chứng minh bằng danh hiệu cầu thủ xuất sắc nhất câu lạc bộ của Stoke City vào mùa 2014-15. Sau đó, anh gia nhập Sevilla từ Giải vô địch quốc gia Tây Ban Nha với bản hợp đồng trị giá 7 triệu Bảng Anh vào thánh 7 năm 2015, nơi anh giành chức vô địch UEFA Europa League ngay mùa đầu tiên. Nzonzi gia nhập Roma tại Giải vô địch bóng đá Italia vào năm 2018, nơi anh chỉ thi đấu mùa đầu tiên, trước khi bị đẩy đi cho mượn tại Thổ Nhĩ Kỳ cho Galatasaray một mùa giải và tại Pháp cho Rennes hai mùa tiếp theo. Năm 2021, anh tới Qatar để gia nhập Al Rayyan, nơi anh gắn bó 2 năm. Kể từ 2023 tới nay, anh đã thi đấu cho câu lạc bộ Konyaspor tại Thổ Nhĩ Kỳ và hiện tại là Sepahan tại Iran.

## Thống kê sự nghiệp

### Câu lạc bộ
Tính đến ngày 4 tháng 10 năm 2020
| Câu lạc bộ          | Mùa giải            | Giải đấu            | Giải đấu | Giải đấu | Cúp quốc gia | Cúp quốc gia | Cúp liên đoàn | Cúp liên đoàn | Khác | Khác | Tổng cộng | Tổng cộng |
| Câu lạc bộ          | Mùa giải            | Hạng                | Trận     | Bàn      | Trận         | Bàn          | Trận          | Bàn           | Trận | Bàn  | Trận      | Bàn       |
| ------------------- | ------------------- | ------------------- | -------- | -------- | ------------ | ------------ | ------------- | ------------- | ---- | ---- | --------- | --------- |
| Amiens              | 2007–08             | Ligue 2             | 3        | 0        | 2            | 0            | 0             | 0             | —    | —    | 5         | 0         |
| Amiens              | 2008–09             | Ligue 2             | 34       | 1        | 1            | 0            | 1             | 0             | —    | —    | 36        | 1         |
| Amiens              | Tổng cộng           | Tổng cộng           | 37       | 1        | 3            | 0            | 1             | 0             | —    | —    | 41        | 1         |
| Blackburn Rovers    | 2009–10             | Premier League      | 33       | 2        | 0            | 0            | 5             | 0             | —    | —    | 38        | 2         |
| Blackburn Rovers    | 2010–11             | Premier League      | 21       | 1        | 1            | 0            | 2             | 0             | —    | —    | 24        | 1         |
| Blackburn Rovers    | 2011–12             | Premier League      | 32       | 2        | 1            | 0            | 1             | 0             | —    | —    | 34        | 2         |
| Blackburn Rovers    | Tổng cộng           | Tổng cộng           | 86       | 5        | 2            | 0            | 8             | 0             | —    | —    | 96        | 5         |
| Stoke City          | 2012–13             | Premier League      | 35       | 1        | 3            | 0            | 0             | 0             | —    | —    | 38        | 1         |
| Stoke City          | 2013–14             | Premier League      | 36       | 2        | 2            | 0            | 2             | 0             | —    | —    | 40        | 2         |
| Stoke City          | 2014–15             | Premier League      | 38       | 3        | 2            | 0            | 2             | 1             | —    | —    | 42        | 4         |
| Stoke City          | Tổng cộng           | Tổng cộng           | 109      | 6        | 7            | 0            | 4             | 1             | —    | —    | 120       | 7         |
| Sevilla             | 2015–16             | La Liga             | 28       | 3        | 6            | 1            | —             | —             | 12   | 0    | 46        | 4         |
| Sevilla             | 2016–17             | La Liga             | 35       | 2        | 3            | 0            | —             | —             | 8    | 1    | 46        | 3         |
| Sevilla             | 2017–18             | La Liga             | 27       | 1        | 7            | 0            | —             | —             | 10   | 0    | 44        | 1         |
| Sevilla             | Tổng cộng           | Tổng cộng           | 90       | 6        | 16           | 1            | —             | —             | 30   | 1    | 136       | 8         |
| Roma                | 2018–19             | Serie A             | 30       | 1        | 1            | 0            | —             | —             | 8    | 0    | 39        | 1         |
| Galatasaray (mượn)  | 2019–20             | Süper Lig           | 10       | 0        | 0            | 0            | —             | —             | 5    | 0    | 15        | 0         |
| Rennes (mượn)       | 2019–20             | Ligue 1             | 5        | 0        | 2            | 0            | 0             | 0             | 0    | 0    | 7         | 0         |
| Rennes (mượn)       | 2020–21             | Ligue 1             | 6        | 1        | 0            | 0            | —             | —             | 0    | 0    | 6         | 1         |
| Rennes (mượn)       | Tổng cộng           | Tổng cộng           | 11       | 1        | 2            | 0            | 0             | 0             | 0    | 0    | 13        | 1         |
| Tổng cộng sự nghiệp | Tổng cộng sự nghiệp | Tổng cộng sự nghiệp | 373      | 20       | 29           | 1            | 13            | 1             | 43   | 2    | 460       | 24        |

### Quốc tế
Tính đến ngày 17 tháng 11 năm 2020
| Đội tuyển quốc gia | Năm       | Trận | Bàn |
| ------------------ | --------- | ---- | --- |
| Pháp               | 2017      | 2    | 0   |
| Pháp               | 2018      | 12   | 0   |
| Pháp               | 2019      | 2    | 0   |
| Pháp               | 2020      | 4    | 0   |
| Tổng cộng          | Tổng cộng | 20   | 0   |

## Danh hiệu
Sevilla
- UEFA Europa League: 2015–16

Pháp
- FIFA World Cup: 2018